# Neuenhof bei Ruppichteroth
Neuenhof bei Ruppichteroth ist ein Ortsteil der Gemeinde Ruppichteroth. 

## Geographie
Der Weiler liegt im Nutscheid. Nördlich liegt Kesselscheid, südlich liegt Kämerscheid, westlich Paulinenthal. 

## Geschichte
1910 wohnte in Neuenhof der Ackerer Karl Schmitz.